# Jordan Is a Hard Road
Jordan Is a Hard Road is een Amerikaanse dramafilm uit 1915 onder regie van Allan Dwan.

## Verhaal
Een bandiet staat zijn dochter af aan mensen die haar een beter leven kunnen geven. Jaren later wil hij zijn dochter leren kennen zonder haar te vertellen wie hij eigenlijk is.

## Rolverdeling
| Acteur           | Personage       |
| ---------------- | --------------- |
| Dorothy Gish     | Cora Findley    |
| Frank Campeau    | Bill Minden     |
| Sarah Truax      | Mevrouw Findlay |
| Owen Moore       | Mark Sheldon    |
| Ralph Lewis      | Jim Starbuck    |
| Mabel Wiles      | Alice Fairfax   |
| Fred Burns       | McMahon Man     |
| Lester Perry     | McMahon Man     |
| Jim Kid          | McMahon Man     |
| Walter Long      | Agent           |
| Joseph Singleton | Pete Findley    |
| Elmo Lincoln     |                 |
| Clarence Geldart |                 |